# Мерием
Мерием (на турски: Meryem) е турски драматичен сериал, излъчен премиерно през 2017 – 2018 г. Той е адаптация на излезлият през 2013 южнокорейски сериал „Тайна“.

## Актьорски състав
- Айча Айшин Туран – Мерием Акча-Саргун
- Фуркан Андъч – Саваш Саргун
- Джемал Токташ – Октай Шахин
- Ачейля Топалоглу – Дерин Беркер
- Уур Чавушоглу – Юрдал Саргун
- Бестемсу Йоздемир – Белиз Билен
- Сема Йозтюрк – Тюлин Саргун
- Серенай Акташ – Комисар Бурджу Актар-Текинер
- Кенан Аджар – Гючлю Текинер
- Айтен Унджуулу – Нуртен Шахин
- Ипек Тенолджай – Сузан Шахика Андерсон
- Айдан Кая – Елиф
- Бесте Канар/Йозге Йозджар – Наз Саргун
- Серхан Онат – Берк Билен
- Неджми Япъджъ – Ертан
- Мерт Алтънъшък – Каан Караслаан

## В България
В България сериалът започва на 25 януари 2021 г. по Нова телевизия и завършва на 10 юни. На 16 октомври започва повторно излъчване по Диема Фемили и завършва на 29 май 2022 г. На 7 юли започва ново повторение и завършва на 20 октомври. Ролите се озвучават от Силвия Русинова, Яница Митева, Елисавета Господинова, Димитър Иванчев, Здравко Методиев и Ивайло Велчев.